# ボビー・シール

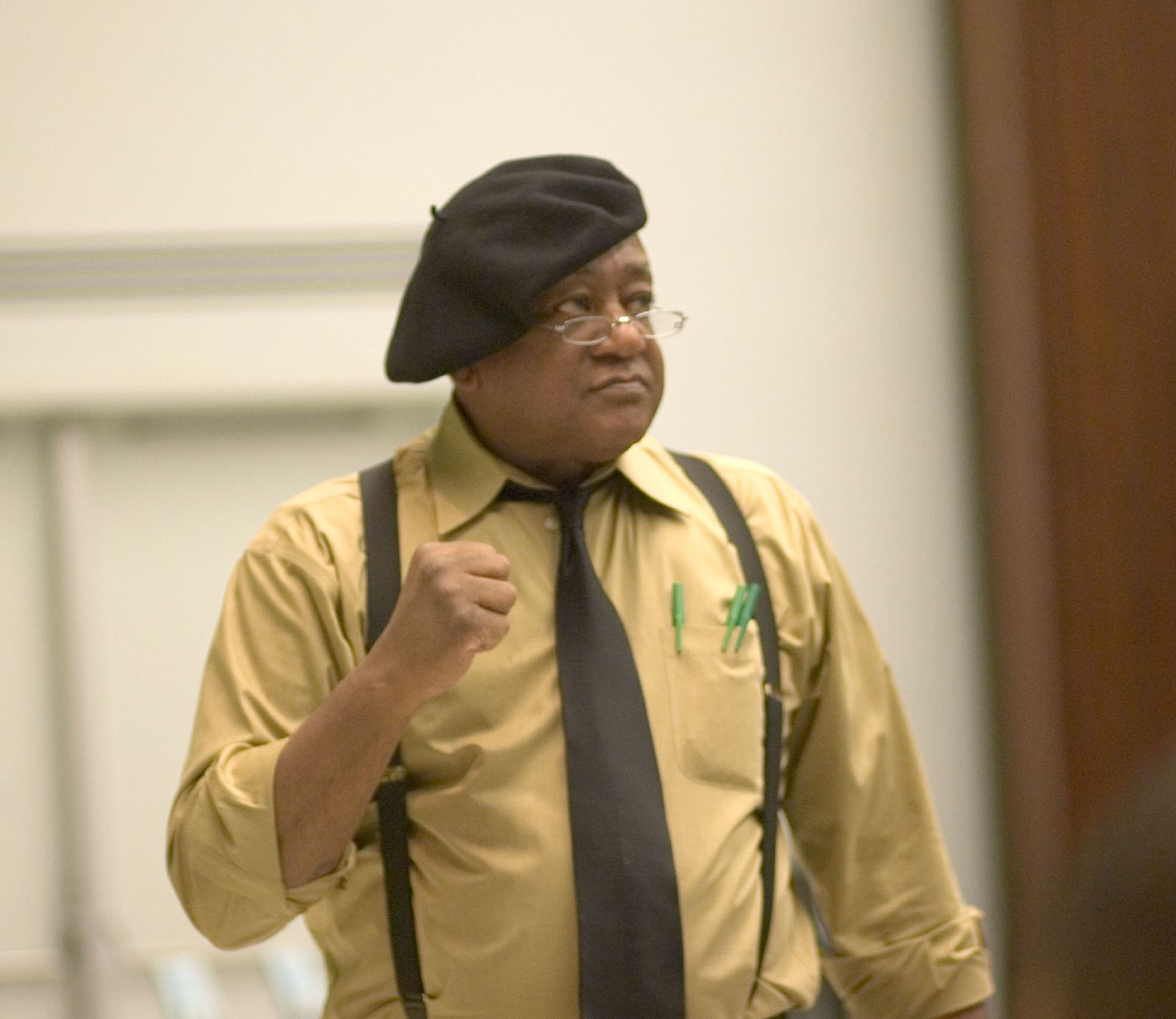
ボビー・シール(2006年)

ボビー・シール （Bobby Seale, 1936年10月22日 - ）は、アメリカ合衆国の公民権運動の指導者。1966年10月、カリフォルニア州オークランドにおいてヒューイ・P・ニュートンとともにブラックパンサー党を結成し、議長を務めた。
結成後、ボビーはアフリカ系アメリカ人のコミュニティーを自衛するため、ライフルなどで武装し、治療費が無料の「人民病院」を建設したり、食事が十分に取れない貧困層の児童のために、「無料朝食計画」を実施した。
このような党の動きに対し、連邦捜査局（FBI）はボビーやヒューイらブラックパンサー党の指導部を監視し、イリノイ州の党を指揮していたフレッド・ハンプトンや、新聞配布部長だったサム・ナピアを殺害した。
1968年、ボビーは6人の党員とともにシカゴで逮捕され、死刑判決を受けたが、根強い釈放運動によって釈放された。
党の解散後、合衆国各地で講演活動を行っている。また、料理に強い関心があり、料理本を出したり、最近ではバーベキューソースを作ったりしている。